# Follobanan

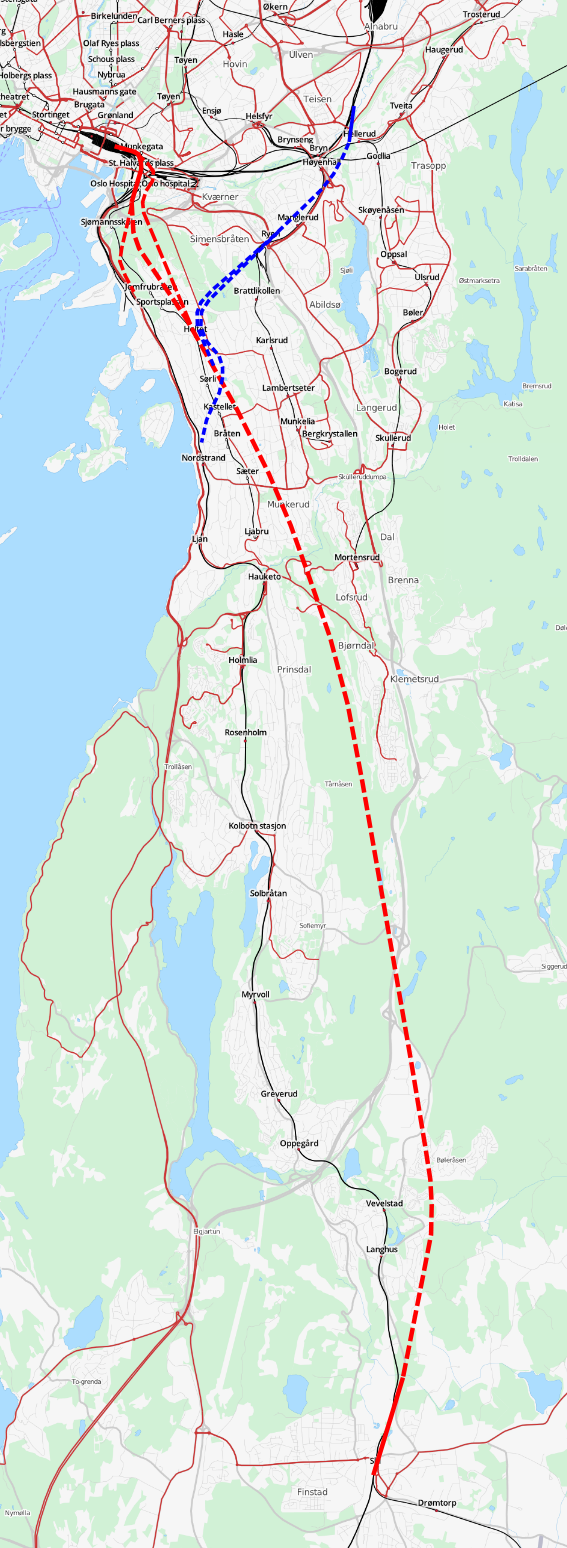
Karta med Follobanan markerad i rött. I blått den planerade s.k. Bryndiagonalen.

Follobanan (norska: Follobanen) är en järnväg i Norge mellan Oslo och Ski. Banan är dubbelspårig och byggd för 250 km/h och utgör, tillsammans med den äldre Østfoldbanan, en fyrspårssträcka mellan Oslo och Ski. Banan har en längd på 22 kilometer inkluderat Norges (och Nordens) längsta järnvägstunnel, Blixtunneln på 19,5 kilometer, mer än dubbelt så lång som Sveriges längsta järnvägstunnel, Hallandsåstunneln, på 8,7 kilometer. Bygget startade år 2014 och banan öppnades i slutet av 2022. Kostnaden blev cirka 36,8 miljarder norska kronor.

## Trafikstart
Trafiken startade 11 december 2022 men öppnades officiellt av kung Harald vid en ceremoni på Oslo S måndagen den 12 december.. Efter cirka en vecka fick dock banan stänga igen efter brand i returströmskablar som inte klarade av belastningen från alla tåg. Banan öppnades igen den 5 mars 2023 efter att kablarna bytts ut och omfattande tester.

## Trafikläget före banan
Väg och järnvägstrafik söder om Oslo kallas Sørkorridoren och var i rusningstrafik hårt belastad. Samtidigt pekade prognoser på att befolkningstillväxten i Oslo och Akershus skulle öka med 30 procent mellan 2010 och 2030. Den enda dåvarande järnvägssträckan mellan Oslo och Ski, en del av Østfoldbanan, var en av Norges mest trafikerade och klarade i rusningstrafik inte av fler tåg, trots dubbelspår. Banan var krokig och snabbaste tåget hade en medelhastighet på ca 70 km/h. Østfoldbanan förbinder Oslo med Halden och vidare till Göteborg och kontinenten och på banan samsades pendel, regional, fjärr och godståg.
Follobanan utreddes som en lösning på kapacitetsproblemen med Sørkorridoren. En ny bana, nästan helt i tunnel, för regional-, fjärr- och godståg med målet att halvera restiden för direktresor mellan Oslo och Ski från 22 minuter till 11 minuter samt utökad turtäthet för pendeltågen genom den frigjorda kapaciteten på befintlig bana.

## Tunnelbygget
Tunneldelarna av Follobanan har byggts som två separata tunnlar med förbindelser ca var 500 meter. Merparten av tunnlarna byggdes med tunnelborrningsmaskiner, totalt fyra stycken. Även konventionell (borra-spräng) metod användes. Samtliga tunnelborrmaskiner startade vid Åsland, ungefär mitt i tunneln, och borrade ut mot öppningarna i söder och norr. Den första av tunnelborrmaskinerna, Dronning Eufemia, började borra i september 2016 i riktning mot Oslo. Strax därefter startade den andra som kallas Dronning Ellisiv som också borrade i riktning mot Oslo. Tunnelborrmaskinerna 3 och 4 borrade i riktning mot Ski och kallades Anna fra Kloppa, uppstartad i november, och Magda Flåtestad, som startade i december 2016.. I februari 2019 hade samtliga tunnelborrmaskiner nått sina mål.